# Burg Kettenburg
Die Kettenburg ist eine als Grenzburg des Herzogtums Braunschweig-Lüneburg gegen das Bistum Verden errichtete, abgegangene Motte (Turmhügelburg) westlich des Stadtteils Kettenburg von Visselhövede im niedersächsischen Landkreis Rotenburg (Wümme).

## Geschichte
Die Burg stand am südöstlichen Ufer des Grenzflusses Lehrde auf lüneburgischem Gebiet. 1350 erhob der Verdener Bischof Daniel von Wichtrich erfolglos Klage gegen die Errichtung der Burg, die während seiner längeren Abwesenheit vom Bistum erfolgte. Die Ersterwähnung der Anlage erfolgte aber schon 1347, als sie an die Herren von Schlepegrell verpfändet war. Anhand dessen lässt sich die Erbauungszeit auf die Jahre zwischen 1340, dem Beginn der Abwesenheit des Bischofs, und 1347 eingrenzen. 1362 amtierte Henning von Havichorst als Vogt auf der Burg, zur selben Zeit waren ihm die Hälfte der Burg und der dazugehörigen Güter verpfändet. Er errichtete auch ein neues Burghaus. Im Lüneburger Erbfolgekrieg zwischen 1370 und 1373 wurde die Burg an den Bischof von Verden verpfändet, herzögliche Vögte sind von ihr in der Folge nicht mehr überliefert. 1383 wurde die Burg durch den Bischof von Verden abgerissen.
1470 erhielt Johann Voged die Burgstelle, die Mühlenstelle und den dazugehörigen Teich als Lehen. Zudem erhielt er die Erlaubnis, dort eine Befestigung aus Fachwerk zu errichten, einen Graben um sie zu ziehen und sie mit einem Plankenzaun zu versehen. Die Familie des neuen Besitzers nannte sich ab 1488 „von der Kettenburg“. Die damals errichtete Burg blieb in deren Besitz bis zu dem Aussterben des dort ansässigen Zweiges im Jahr 1744. Danach verfiel die Burg und die 1655 errichtete Kapelle. Der Burgplatz blieb aber im Familienbesitz und 1875–1878 wurde ein neues Schloss 200 m entfernt errichtet. Dieses musste aber 1960 wegen Baufälligkeit wieder abgerissen werden.

## Beschreibung
Die Burgstelle ist heute als Turmhügel von ca. 20 m Durchmesser zu erkennen, der sich ca. 1,30 m über das Umland erhebt. Spuren von verfüllten Gräben sowie Back- und Bruchsteinsteinfragmente zeigen aber eine größere Ausdehnung der gesamten Anlage von ca. 60 m an. In der Mitte des 19. Jahrhunderts waren noch alte Steinmauern sowie ein Rest des Burggrabens vorhanden.